# Tiếng Saraiki
Tiếng Saraiki (سرائیکی  Sarā'īkī, cũng được viết là Siraiki hay Seraiki) là một phương ngữ của tiếng Lahnda (tiếng Tây Punjab), ngữ chi Ấn-Arya, được nói ở tây nam tỉnh Punjab, Pakistan.
Tiếng Saraiki có thể thông hiểu với tiếng Punjab chuẩn ở mức cao và chia sẻ với nhau phần lớn từ vựng và hình thái học. Tuy nhiên, về âm vị học, nó hoàn toàn khác biệt (đặc biệt là thiếu thanh điệu, việc bảo tồn các âm bật hơi hữu thanh và sự phát triển của các phụ âm bập vào) và có các đặc điểm ngữ pháp quan trọng tương đồng với tiếng Sindh nói ở phía Nam.
Tiếng Saraiki là ngôn ngữ mẹ đẻ của 20 triệu người ở Pakistan sống trãi khắp mạn nam Punjab, mạn nam Khyber Pakhtunkhwa và các khu vực biên giới phía bắc Sindh và mạn đông Balochistan. 

## Phân loại và ngôn ngữ liên quan
Tiếng Saraiki là một thành viên của ngữ chi Ấn-Arya, thuộc ngữ tộc Ấn-Iran của ngữ hệ Ấn-Âu. Tiếng Punjab chuẩn và tiếng Saraiki (Nam Punjab) có thể thông hiểu lẫn nhau.
Vào năm 1919, Grierson đã cho rằng các phương ngữ ở nơi ngày nay là tây nam của tỉnh Punjab ở Pakistan tạo thành một cụm phương ngữ, mà ông đã gán là "Nam Lahnda" thuộc "tiếng Lahnda" giả định. Các nhà ngôn ngữ học Ấn-Arya sau đó đã tìm hiểu thực tế cụm phương ngữ này, đã từ chối cả cái tên "Nam Lahnda" cùng với chính thực thể "Lahnda". Grierson cũng cho rằng "Lahnda" là tên gọi mới lạ mà ông đặt cho các phương ngữ khác nhau cho đến khi nó được gọi là "Tây Punjab", được nói ở phía bắc, phía tây và phía nam của thành phố Lahore. Phương ngữ Majhi của tiếng Punjab ở Lahore từ lâu đã trở thành nền tảng của văn học tiêu chuẩn tiếng Punjab. Tuy nhiên, khái niệm "Lahnda" vẫn được tìm thấy trong các danh mục tổng hợp ngôn ngữ của thế giới (ví dụ Ethnologue).

### Tình trạng ngôn ngữ hay phương ngữ
Trong bối cảnh Nam Á, sự lựa chọn giữa "ngôn ngữ" và "phương ngữ" là một điều khó khăn, và bất kỳ sự phân biệt nào sử dụng các thuật ngữ này đều bị che khuất bởi sự mơ hồ của chúng. Theo một ý nghĩa nào đó, cả tiếng Siraiki và tiếng Panjab tiêu chuẩn đều là "phương ngữ" của một "liên ngôn ngữ" "Đại Punjab".
Tiếng Saraiki được coi là một phương ngữ của tiếng Punjab bởi hầu hết các nhà cầm quyền ở Raj thuộc Anh và nhiều người Punjab. Tuy nhiên, người Saraiki coi nó là một ngôn ngữ thực thụ và xem việc sử dụng thuật ngữ "phương ngữ" là kỳ thị. Một phong trào ngôn ngữ đã được bắt đầu vào những năm 1960 để chuẩn hóa chữ viết và quảng bá ngôn ngữ này. Cuộc điều tra dân số quốc gia của Pakistan đã thống kê số lượng người nói tiếng Saraiki kể từ năm 1981.

## Hệ thống chữ viết
Ở tỉnh Punjab, tiếng Saraiki được viết bằng cách sử dụng bảng chữ cái Urdu (có nguồn gốc từ chữ Ả Rập) và bổ sung bảy dấu phụ sửa đổi để thể hiện âm bập vào và âm mũi. Ở Sindh, bảng chữ cái Sindh được sử dụng. Các kiểu chữ thư pháp được sử dụng là Naskh và Nastaʿlīq.
Trong lịch sử, các thương nhân hoặc người giữ sổ sách từng viết bằng thứ chữ viết được gọi là kiṛakkī hoặc laṇḍā, mặc dù việc sử dụng chữ viết này đã giảm đáng kể trong thời gian gần đây. Tương tự như vậy, một chữ viết liên quan đến hệ chữ viết Landa, được gọi là Multani, trước đây được sử dụng để viết tiếng Saraiki. Một đề xuất sơ bộ cho việvc mã hóa chữ viết Multani trong ISO/IEC 10646 đã được gửi vào năm 2011. Unicode Saraiki đã được phê duyệt vào năm 2005. Chữ Khojiki cũng đã được sử dụng, trong khi chữ Devanagari và chữ Gurmukhi không còn được sử dụng cho ngôn ngữ này nữa.

## Sử dụng

### Trong học viện

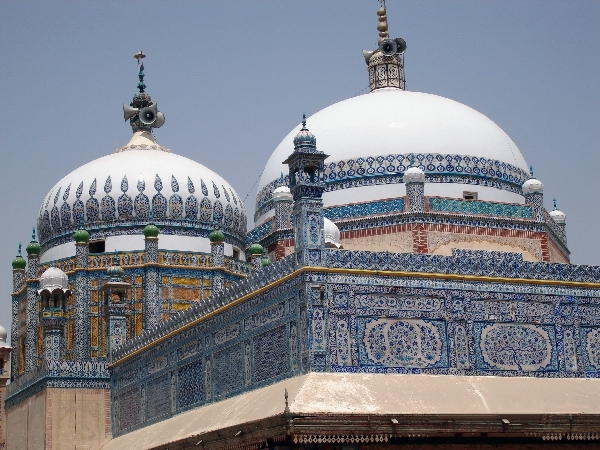
Lăng mộ nhà thơ Sufi Khwaja Ghulam Farid

Khoa tiếng Saraiki, Đại học Hồi giáo, Bahawalpur được thành lập năm 1989 và Khoa tiếng Saraiki, Đại học Bahauddin Zakariya, Multan được thành lập năm 2006. Tiếng Saraiki được dạy như một môn học trong các trường học cấp trung học phổ thông, trung cấp.

### Văn học nghệ thuật
Khawaja Ghulam Farid (1845-1901; bộ sưu tập nổi tiếng của ông là Deewan-e-Farid) và Sachal Sar Mast (1739-1829) là các nhà thơ Sufi tiếng Saraiki nổi tiếng và những bài thơ Kafi của họ vẫn nổi tiếng. 